# هاري وولف
هاري وولف (2 يوليو 1905 – 29 أبريل 1987) هو ملاكم سويدي راحل، مثّل بلاده في الألعاب الأولمبية الصيفية 1924.

## روابط خارجية
هاري وولف على موقع أوليمبيديا (الإنجليزية)
- هاري وولف على موقع اللجنة الأولمبية السويدية (السويدية)